# As-Sabil
As-Sabil (arab. السبيل) – miejscowość w Syrii, w muhafazie Hama. W 2004 roku liczyła 1958 mieszkańców.